# Between Two Worlds (альбом I)
Between Two Worlds — альбом норвежской хэви-метал супергруппы I, выпущен в 2006 году лейблом Nuclear Blast.

## Об альбоме
Between Two Worlds был записан в 2006 году на студии Lydriket, сведение осуществлялось Петером Тэгтгреном на студии Abyss.
Помимо стандартной CD-версии ограниченным тиражом были выпущены специальные издания в диджипэке и 2xLP, содержащие бонусные композиции.

## Список композиций
| №                   | Название               | Длительность |
| ------------------- | ---------------------- | ------------ |
| 1.                  | «The Storm I Ride»     | 3:27         |
| 2.                  | «Warriors»             | 5:53         |
| 3.                  | «Between Two Worlds»   | 5:52         |
| 4.                  | «Battalions»           | 4:46         |
| 5.                  | «Mountains»            | 6:05         |
| 6.                  | «Days of North Winds»  | 4:04         |
| 7.                  | «Far Beyond the Quiet» | 7:13         |
| 8.                  | «Cursed We Are»        | 5:16         |
| Общая длительность: | Общая длительность:    | 42:36        |

| №                   | Название            | Длительность |
| ------------------- | ------------------- | ------------ |
| 9.                  | «Bridges of Fire»   | 7:36         |
| 10.                 | «Intro»             | 1:31         |
| 11.                 | «Shadowed Realms»   | 5:44         |
| Общая длительность: | Общая длительность: | 57:27        |

## Участники записи
- Abbath — вокал, гитара
- Ice Dale — гитара
- T.C. King — бас
- Armagedda — ударные
- Demonaz — лирика